# Sandro Gozi

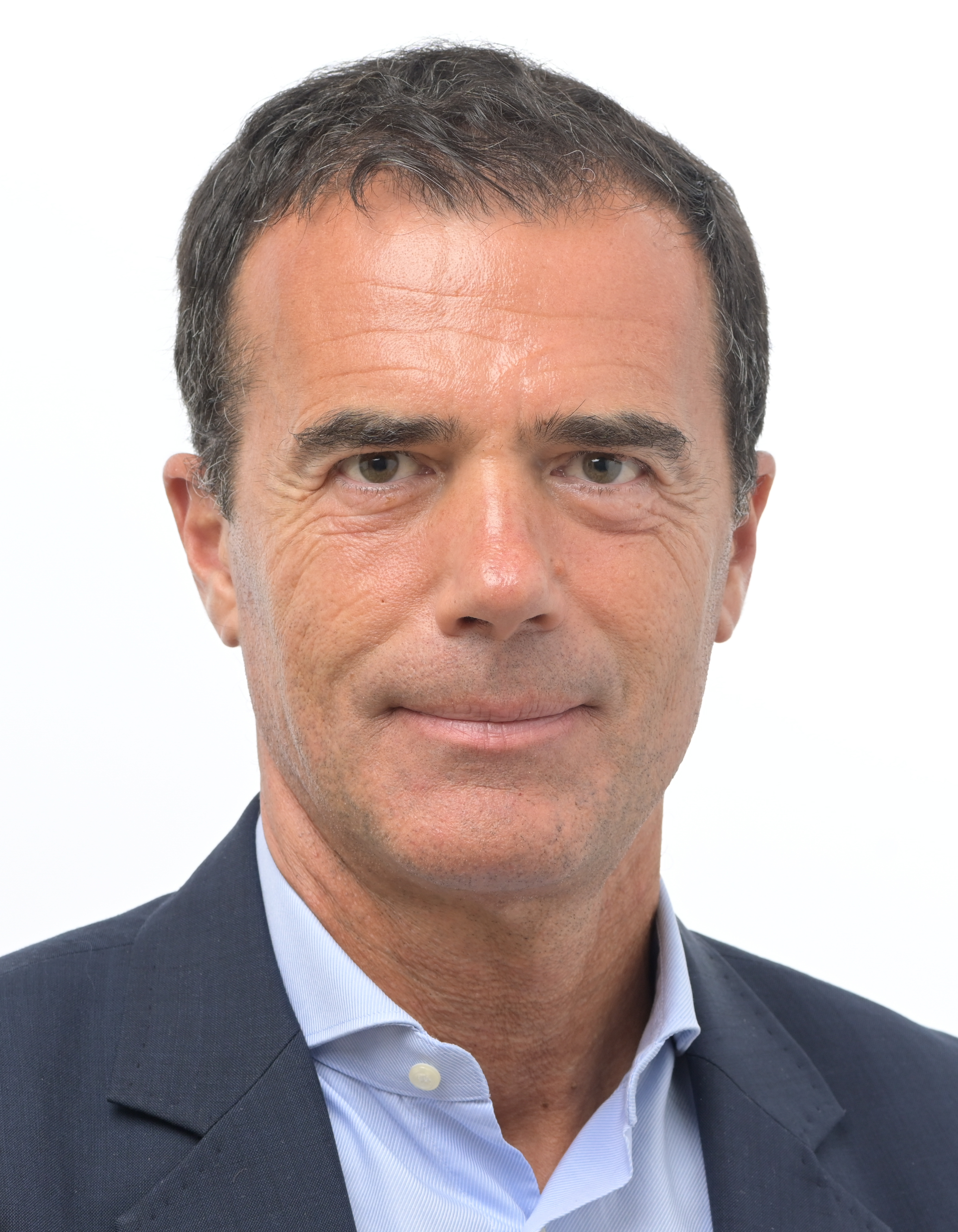
Sandro Gozi (2024)

Sandro Gozi (* 25. März 1968 in Sogliano al Rubicone) ist ein italienischer Politiker (Italia Viva, Liste Renaissance (Frankreich), ehemals PD (Italien)). Er war vom 28. Februar 2012 bis zum 1. Juni 2018 Staatssekretär für europäische Angelegenheiten in den Regierungen von Matteo Renzi und Paolo Gentiloni. Seit Februar 2020 ist er in Frankreich gewähltes Mitglied des Europäischen Parlaments.

## Ausbildung und Akademische Tätigkeit
Sandro Gozi studierte Rechtswissenschaft an der Universität Bologna und setzte seine Studien nach dem dortigen Abschluss in Bologna, London, Paris und Brüssel fort.
Gozi war Gastdozent an verschiedenen europäischen Universitäten, unter anderem am College of Europe in Brügge (2001) und am European College in Parma sowie an der Drew University in Madison, New Jersey. Von 1999 bis 2008 war er Direktor des ISMaPP Instituts in Brüssel. Er unterrichtete 2019 an der Pariser Hochschule für Politikwissenschaften Sciences Po.

## Politische Arbeit
1995/96 arbeitete Gozi für das italienische Außenministerium. Von 1996 bis 2005 arbeitete er im Generalsekretariat der Europäischen Kommission. Von 2000 bis 2004 war er politischer Assistent des Präsidenten der Europäischen Kommission Romano Prodi.

### Italien
2005 kehrte Gozi nach Italien zurück. Auf Prodis Liste L’Ulivo wurde er 2006 in die italienische Abgeordnetenkammer gewählt. Dort war er Präsident des Ausschusses „Schengen, Europol, Immigration“ und Vorsitzender der Föderalistischen Intergruppe für die Europäische Verfassung. Zusätzlich fungierte er auch als Mitglied des politischen Ausschusses der Europäischen Union. 2007 war er Gründungsmitglied der Partito Democratico. Gozi wurde 2013 Vizepräsident der italienischen Delegation für die Parlamentarische Versammlung des Europarates und Ko-Präsident der interfraktionellen parlamentarischen föderalistischen Arbeitsgruppe für die Vereinigten Staaten von Europa berufen. Gozi ist auch Vizepräsident des italienischen Rates der europäischen Bewegung und seit November 2018 Präsident der Union der Europäischen Föderalisten UEF.
Am 28. Februar 2014 wurde Gozi Staatssekretär für europäische Angelegenheiten im Kabinett Renzi. Bei der Parlamentswahl 2018 verpasste er den Wiedereinzug in die Abgeordnetenkammer.

### Frankreich

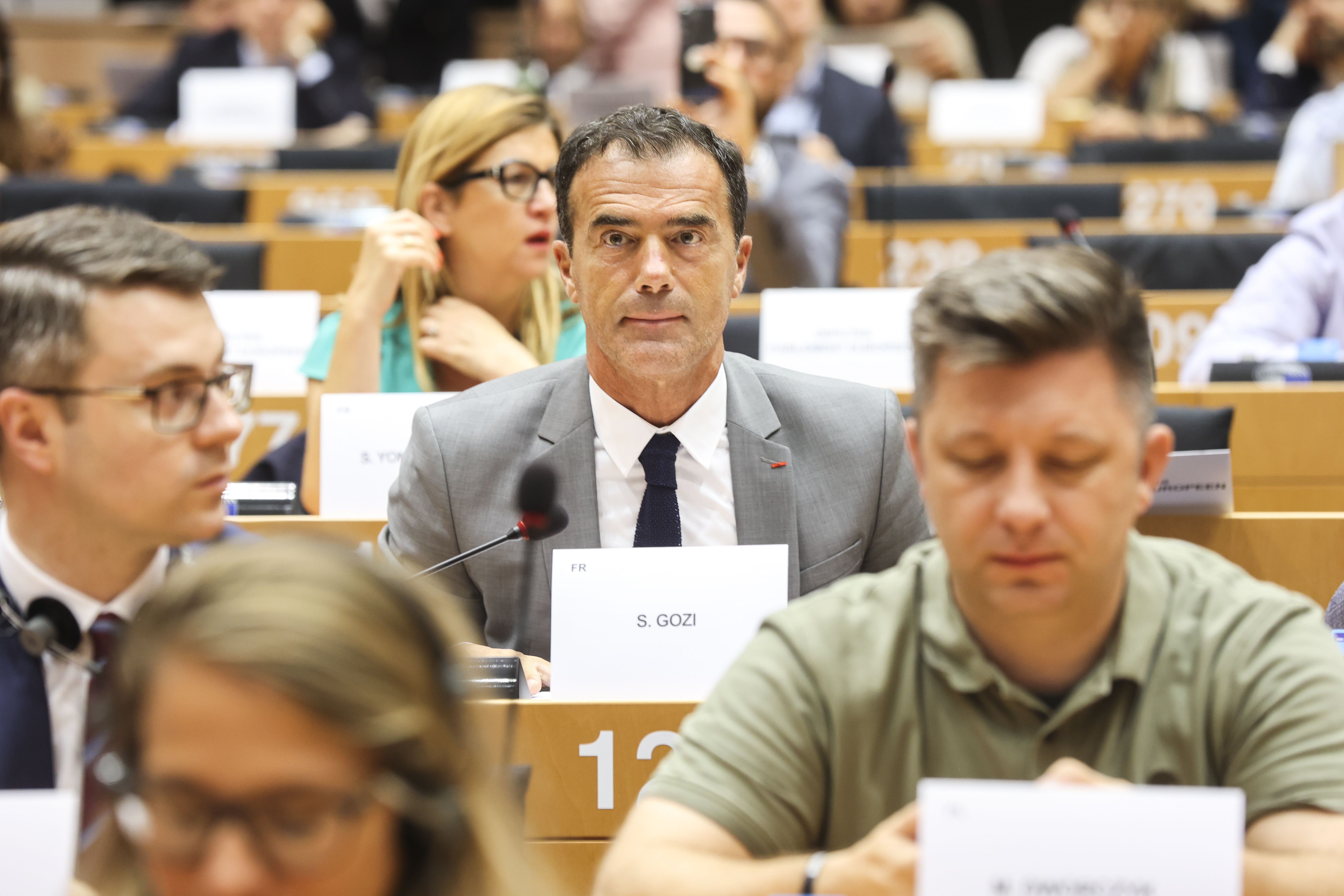
Sandro Gozi (2024)

Im Sommer 2019 wurde Gozi Berater des französischen Premierministers Édouard Philippe in Europafragen („Conseiller Europe“). Politiker in Italien, unter anderem der stellvertretende Ministerpräsident Luigi Di Maio (M5S), kritisierten dies. Im Oktober 2019 veröffentlichten Le Monde und die Times of Malta, dass Gozi auch Beraterverträge mit dem maltesischen Ministerpräsidenten Joseph Muscat habe. Gozi trat in der Folge als Berater Philippes zurück.
Bei der Europawahl 2019 trat Gozi in Frankreich auf der Liste Renaissance des Präsidenten Macron an. Zum Februar 2020 wurde er Mitglied des Europäischen Parlaments, nachdem durch den Brexit die Anzahl der Mandate Frankreichs aufgestockt wurde. Bereits im September 2019 war Gozi Italia Viva beigetreten, der neuen Partei von Matteo Renzi. Italia Viva gilt als Gegenstück zu La République en Marche, der Partei Macrons.